# Diospyros hebecarpa
Diospyros hebecarpa là một loài thực vật có hoa trong họ Thị. Loài này được A.Cunn. ex Benth. mô tả khoa học đầu tiên năm 1868.